# 624 v.Chr.
Het jaar 624 v.Chr. is een jaartal volgens de christelijke jaartelling.

## Gebeurtenissen

### Griekenland
- In Athene heerst een staatscrisis, als gevolg van de verarming van de boeren. Er worden "Draconische" maatregelen toegepast.
- Aristaechmus wordt benoemd tot archont van Athene voor een ambtstermijn van één jaar.

## Geboren
- Thales van Milete, Grieks wetenschapper en filosoof (waarschijnlijke datum)